# 二日市徳洲会病院
二日市徳洲会病院（ふつかいちとくしゅうかいびょういん）は福岡県筑紫野市にある医療機関である。

## 沿革
出典
- 1968年 昭和43年
  - 柳澤病院を開院。許可病床：52床で整形外科開設、
- 1997年 平成9年
  - 8月 医療法人徳洲会グループへ経営譲渡
- 1998年 平成10年
  - 4月 医療法人愛心会設立 医療法人愛心会二日市病院へ名称を変更する。
- 2002年 平成14年
  - 1月 関連施設 医療法人愛心会グループホームあんしんを開設
- 2011年 平成23年
  - 12月 医療法人徳洲会と合併し、医療法人徳洲会二日市徳洲会病院へ名称変更する。医療法人徳洲会　グループホームあんしんへ名称変更する

## 診療科
出典
- 内科
- 循環器内科
- 消化器内科
- 脳神経内科
- 脳神経外科
- 整形外科
- リハビリテーション科
- 心療内科
- リウマチ科

## 医療機関指定
出典
| 指定小児慢性特定疾病医療機関 | 難病患者に対する医療等関する法律第15条1項の規定による指定医療機関 |
| 労災指定                     | 生活保護法指定                                                    |
| 結核指定                     | 自立支援医療（精神通院医療）                                      |
| 被爆者一般疾病医療機関       |                                                                   |

## 交通
- 西鉄大牟田線 西鉄二日市駅　徒歩4分[4]
- JR鹿児島本線 二日市駅　徒歩6分[4]
- 西鉄大牟田線 二日市駅より徒歩5分[4]
- 九州自動車道筑紫野インタ－より10分[5]
- 福岡空港より30分[5]